# Aldo Andreani

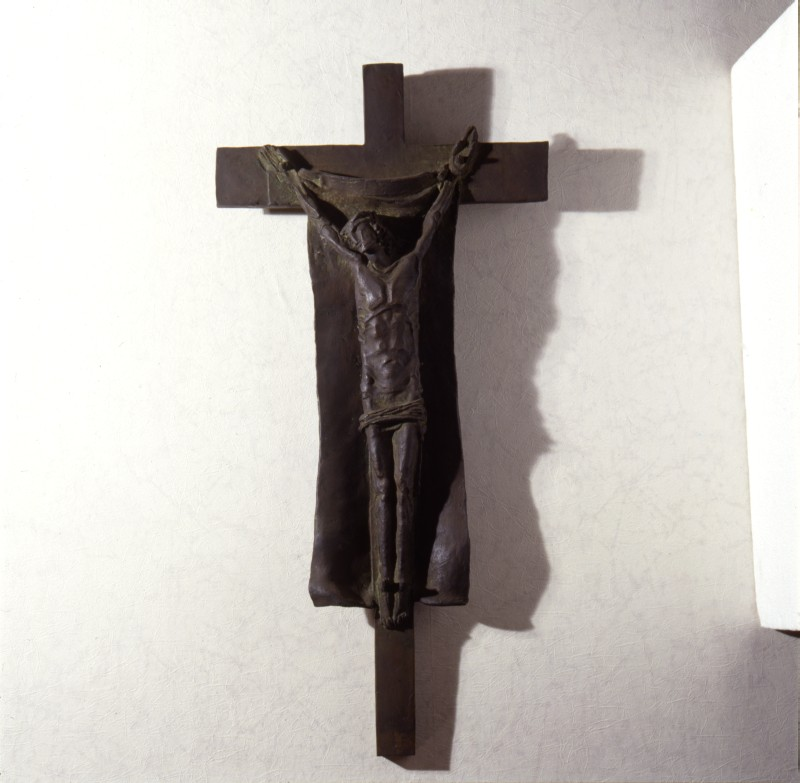
Crocifisso, 1935 (Fondazione Cariplo)

Aldo Andreani (Mantova, 1º agosto 1887 – Milano, 18 ottobre 1971) è stato un architetto e scultore italiano.

## Biografia
Era figlio dell'ingegnere capo del comune di Mantova. Nel 1917 si laureò in Architettura Civile presso il Regio Istituto Tecnico Superiore (poi Politecnico) di Milano. Il suo primo progetto importante è quello di Villa Zanoletti a Volta Mantovana (1909).
Durante il successivo soggiorno romano collabora alla realizzazione del padiglione lombardo alla Esposizione romana del 1911, esposizione che celebrò il cinquantenario nella nascita del Regno d'Italia.
Successivamente Andreani si dedicò alla costruzione del Palazzo della Camera di commercio di Mantova (1911-1914) che fu inaugurata il 1º ottobre 1914, rappresentando una delle espressioni meglio riuscite dello stile Liberty o floreale del tempo che non poté che includere motivi medioevaleggianti così consoni al panorama urbano architettonico circostante.
In quegli anni realizza altri lavori nella città natale come l'ampliamento di Casa Schirolli sul Rio, canale artificiale che attraversa Mantova, Casa Nuvolari in Via Chiassi nel centro di Mantova e villa Risi realizzata nel 1912 per lo zio, fratello della madre Felicita Risi. Il complesso della villa, che sorge a Pietole di Borgo Virgilio, comprende la casa padronale e due edifici annessi .
Degli anni 1920-21 è la Villa La Rocchetta a Bosisio Parini (Lecco).
Nel primo dopoguerra si trasferì definitivamente a Milano. Quivi tra le sue opere più conosciute ci sono il palazzo di via Serbelloni 10-12 detto anche Casa Baslini (1925-1927), Casa Zanoletti (1926), l'Esedra e la Villa Rasini (1926-1930), Palazzo Fidia (1929-1932).
Venuta meno la sua fortuna professionale, divenne delegato della Soprintendenza ai Monumenti di Verona per Mantova e provincia. Nella città che gli dette i natali si occupò del restauro di alcuni dei suoi più importanti edifici storici come il Palazzo del Podestà o Broletto (1939-1944), il Palazzo della Ragione e la Torre dell'Orologio (1940-1942) e il convento di San Francesco (1943-1944).
Nel dopoguerra la sua opera principale da architetto fu la nuova sede mantovana della Banca Commerciale Italiana (1957-58) mentre si applica maggiormente alla scultura.

## Archivio
L'archivio dell'architetto Aldo Andreani è composto da 118 progetti (1909-1970) di architettura e restauro (ville, palazzi, edilizia pubblica, sportiva, per uffici). Ciascun progetto è raccolto in cartelle contenenti disegni tecnici, schizzi su carta da lucido e riproduzioni in eliocopia per un totale di 1.180 disegni; l'archivio conserva anche lastre fotografiche, una cartella di corrispondenza e il curriculum dattiloscritto dall'architetto.

## Opere principali

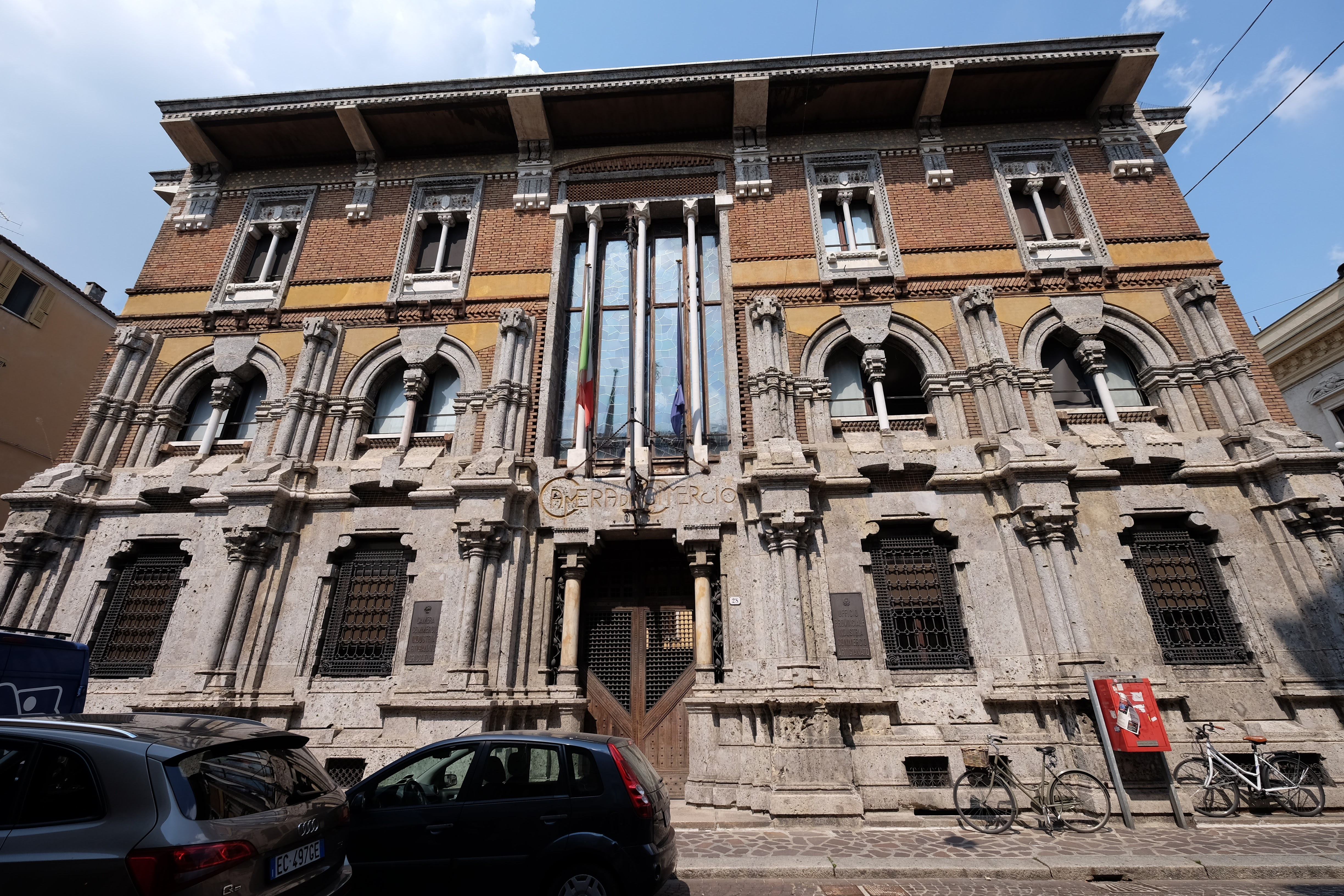
Mantova, Palazzo Andreani

- 1909, Villa Zanoletti, Volta Mantovana (MN)
- 1910-1911, Casa Schirolli, Mantova
- 1911-1914, Palazzo Andreani, sede della Camera di commercio di Mantova e della Galleria Arte e Arti
- 1912-1913, Casa Nuvolari, Via Chiassi 71, Mantova
- 1912, Villa Risi, Pietole di Borgo Virgilio (MN)
- 1924-1930, Casa Via Serbelloni 8, Milano[8]
- 1925-1927, Casa Sola-Busca, detta anche "Ca' dell'orègia", via Serbelloni 10-12, Milano
- 1926, Villa Zanoletti, Milano[9]
- 1926-1930, l'Esedra o Villa Rasini (Via Luigi Amedeo Melegari, 5), Milano[10]
- 1929-1932, Palazzo Fidia, Milano[11]
- 1933, progetto per la casa del dirigente dell’Opera Nazionale del Balilla, Milano, Milano[12]
- 1934, casa in piazza San Babila, Milano
- 1934, progetto per la sede della Toro Assicurazioni, Palazzo del Toro, Milano
- 1935,	Crocifisso, bronzo, Fondazione Cariplo
- 1949-1952, Palazzo della Banca Commerciale Italiana, Via Roma 8, Mantova[6]